# Zemunik Donji
Zemunik Donji é um município (Općina) da Croácia localizado no condado de Zadar.